# Rio Hărpăşeşti
O Rio Hărpăşeşti é um rio da Romênia, afluente do Bahluieţ, localizado no distrito de Iaşi.